# Seleuș (Arad)

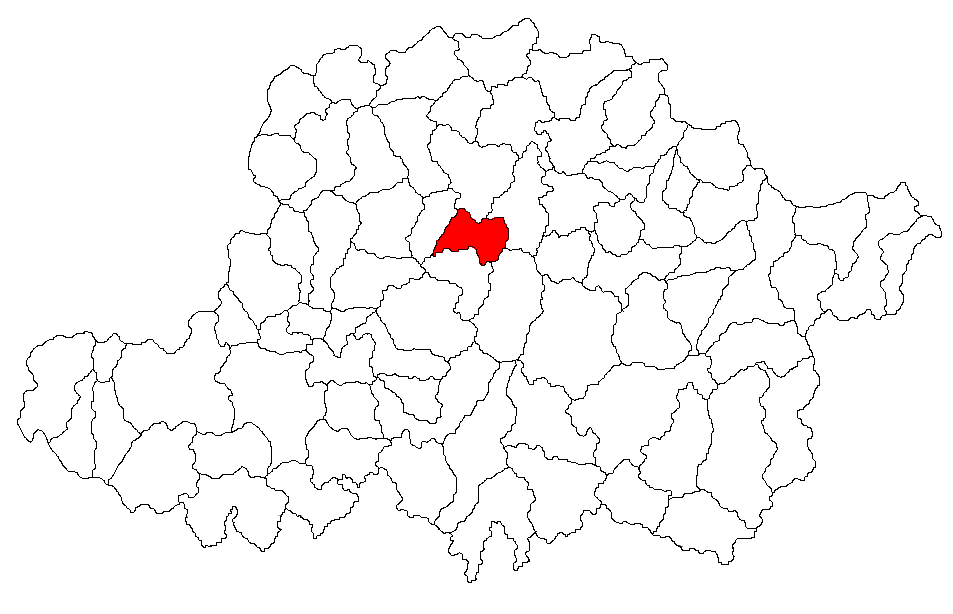
Lage der Gemeinde Seleuș im Kreis Arad

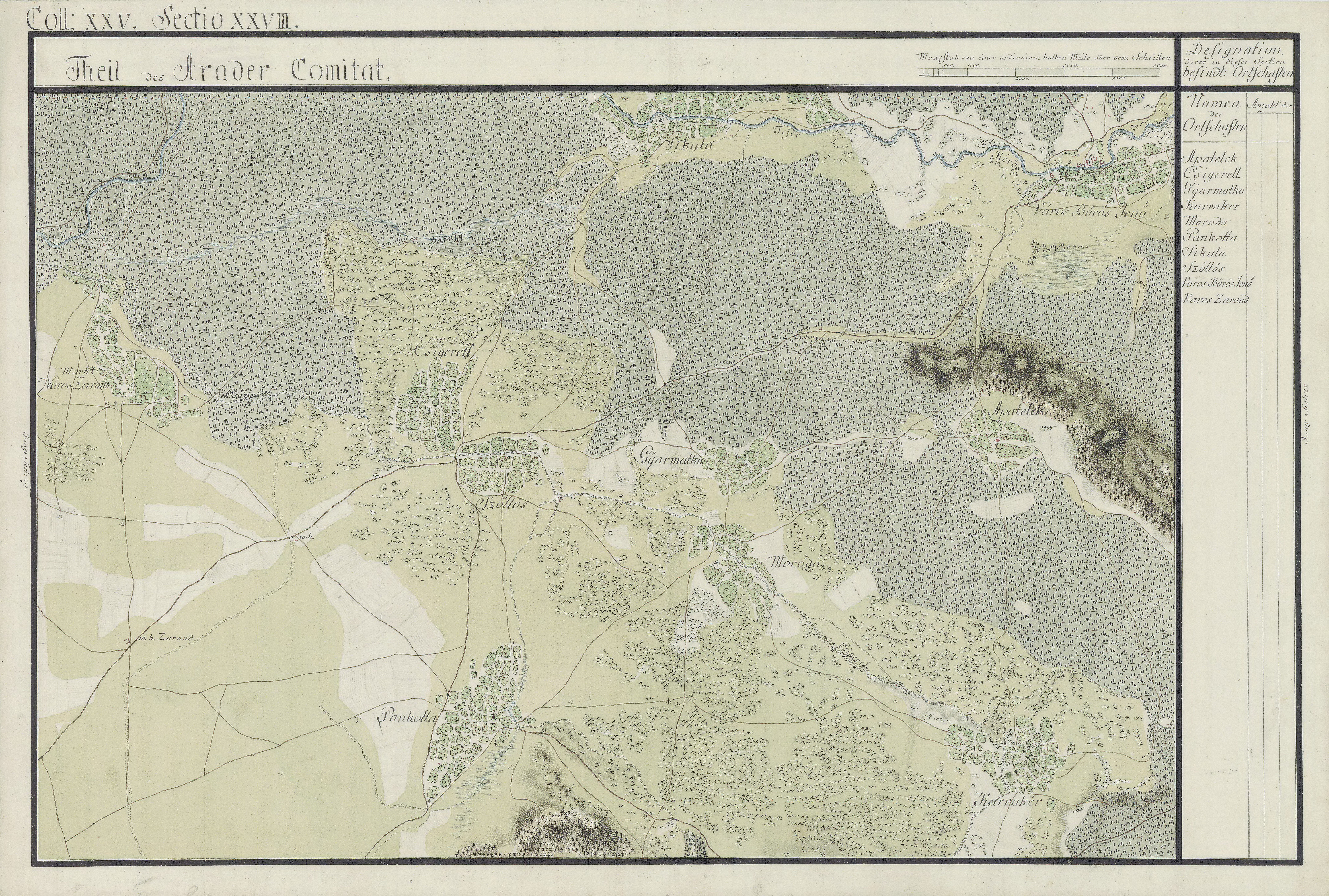
Seleuș auf der Josephinischen Landaufnahme von 1782–1785.

Seleuș (ungarisch Csigérszőllős auch Szőllőcsigerél) ist eine Gemeinde im Kreis Arad, im Kreischgebiet, im Westen Rumäniens.

## Geografische Lage
Seleuș liegt im Zentrum des Kreises Arad, an den Kreisstraßen (Drum județean) DJ 709 und DJ 792, in 41,6 km Entfernung von der Kreishauptstadt Arad, 5 km von Pâncota und 12 km von Ineu.

## Nachbarorte
| Zărand  | Șicula                                      | Ineu    |
| Olari   | Kompassrose, die auf Nachbargemeinden zeigt | Iermata |
| Sântana | Pâncota                                     | Târnova |

## Geschichte
Die erste urkundliche Erwähnung der Ortschaft stammt aus dem Jahr 1489.
Nach dem Frieden von Karlowitz (1699) kam Arad und das Maroscher Land unter österreichische Herrschaft, während das Banat südlich der Marosch bis zum Frieden von Passarowitz (1718) unter Türkenherrschaft verblieb. Auf der Josephinischen Landaufnahme ist Szölös eingetragen.
1745 wurde die erste Kirche im Ort eingeweiht, die 1870 durch die heutige Kirche aus Stein ersetzt wurde. Bis 1855 existierte auf dem Areal der Gemeinde Seleuș noch ein Dorf namens Cigherel, das im 19. Jahrhundert Seleuș einverleibt wurde.
Infolge des Österreichisch-Ungarischen Ausgleichs (1867) wurde das Arader Land, wie das gesamte Banat und Siebenbürgen, dem Königreich Ungarn innerhalb der Doppelmonarchie Österreich-Ungarn angegliedert. Die amtliche Ortsbezeichnung war Csigérszőllős.
Der Vertrag von Trianon am 4. Juni 1920 hatte die Grenzregulierung zur Folge, wodurch Seleuș an das Königreich Rumänien fiel.

## Bevölkerungsentwicklung
| 1880 | 4124 | 3958 | 126 | 3  | 37  |
| 1910 | 5001 | 4809 | 179 | 11 | 2   |
| 1930 | 4840 | 4743 | 55  | 11 | 31  |
| 1977 | 3788 | 3763 | 15  | -  | 10  |
| 1992 | 3328 | 3308 | 11  | 2  | 7   |
| 2002 | 3189 | 3152 | 13  | 2  | 22  |
| 2021 | 2997 | 2892 | 3   | 2  | 100 |